# Шведска источноиндијска компанија
Шведска источноиндијска компанија (швед. Svenska Ostindiska Companiet) била је једна од источноиндијских компанија, која се бавила трговином између Шведске и Индије и источна Азије.
Друштво је основано 1626. Дошло је до оснивања новог друштва 1731. године коме је додијељена привилегија трговине са Источном Индијом. Главни посао овог друштва био је увоз чаја из Кинеског царства. Британска источноиндијска компанија је временом до краја истиснула Швеђане с овог подручја.